# Maxthon
Maxthon is een gratis webbrowser die gebruikmaakt van de WebKit layout-engine. Voor websites die niet compatibel zijn met WebKit kan gewisseld worden naar de Trident-modus, waarbij websites worden geladen zoals in Internet Explorer. Maxthon is beschikbaar voor Windows, macOS en Linux. Een Maxthon Mobile-versie is beschikbaar voor iOS, Android en Windows Phone.
De webbrowser werd in China ontwikkeld door Mysoft International Limited en werd vervolgens vertaald naar 25 andere talen, inclusief het Nederlands. Maxthon is de op een na populairste browser in China en werd reeds meer dan 670 miljoen keer gedownload wereldwijd. De huidige versie is Maxthon 5. De naam van Maxthon voor versie 1 was MyIE.

## Functies
Standaardfuncties:
- ondersteuning voor tabbladen
- pop-upfilter
- ingebouwd updatemechanisme, vergelijkbaar met Mozilla Firefox
- Maxthon Downloader, een downloadmanager
- spellingscontrole voor Engels, Russisch, Italiaans, Portugees, Pools, Duits, Turks, Frans en Spaans
- ondersteuning voor HTML 4.01 en HTML 5

Geavanceerde mogelijkheden:
- eenvoudig wisselen tussen Trident (compatibiliteitsmodus) en WebKit (bliksemmodus)
- Adhunter (reclamefilter, vergelijkbaar met Adblock Plus)
- ondersteuning voor de Do Not Track-header oorspronkelijk bedacht door Mozilla
- ingebouwde RSS-lezer
- navigeren door middel van muisgebaren
- ingebouwd digitaal notitieblok
- synchronisatie (voorkeuren, notities en extensies=) (registratie noodzakelijk voor deze functie)
- ondersteuning voor extensies om de mogelijkheden verder uit te breiden
- automatisch herladen binnen een ingesteld tijdsinterval
- ondersteuning voor webcam
- HTML5-notificaties voor het weergeven van meldingen

Mogelijkheden om de gebruikersinterface aan te passen:
- mogelijkheid om bepaalde knoppen en werkbalken te verbergen
- gebruikersinterface kan aangepast worden met behulp van thema's

Maxthon ondersteunt ook Google Chrome-extensies voor het uitbreiden van de browser.